# 千回恋心!
『千回恋心!』（せんかいこいごころ）は、2015年6月24日にEpic Records Japanから発売されたDEENの43枚目のシングルである。

## 作品解説
前作「君が僕を忘れないように 僕が君をおぼえている」から約8ヶ月ぶりの発売となるシングルである。表題曲「千回恋心!」の他、日本テレビ系列『ぶらり途中下車の旅』のエンディングテーマとなっているカップリング曲「Crossroad」に加え、ボーナス・トラックとして年末にZepp Tokyoで行われたライブでの音源を初回限定盤、通常盤にそれぞれ2曲ずつ収録されている。
初回限定盤にはミュージック・ビデオとメイキング映像を収録したDVDが付属している。また、初回限定盤と通常盤の他にアナログ盤が1000枚限定で発売された。
シングル発売後の6月28日には神奈川県のラゾーナ川崎プラザで発売記念イベントが行われ、ミュージック・ビデオにも出演しているスクールメイツ風のダンサーと共に「千回恋心!」をライブで初披露した。

## 収録曲

### 通常盤
| 全作詞: 池森秀一。 |                                                        |           |           |          |      |
| #                  | タイトル                                               | 作詞      | 作曲      | 編曲     | 時間 |
| 1.                 | 「千回恋心!」                                          | 池森秀一  | 田川伸治  | 田川伸治 | 4:20 |
| 2.                 | 「Crossroad」                                          | 池森秀一  | 山根公路  | 山根公路 | 4:19 |
| 3.                 | 「千回恋心! <off vocal version>」                      | 池森秀一  | 田川伸治  | 田川伸治 | 4:20 |
| 4.                 | 「Crossroad <off vocal version>」                      | 池森秀一  | 山根公路  | 山根公路 | 4:18 |
| 5.                 | 「go with you <Live at Zepp Tokyo>」                   | 池森秀一  | 池森秀一  |          | 4:40 |
| 6.                 | 「guilty 〜消えることのない罪〜 <Live at Zepp Tokyo>」 | 池森秀一  | 山根公路  | DEEN     | 4:16 |
| 合計時間:          | 合計時間:                                              | 合計時間: | 合計時間: | 26:13    |      |

### 初回限定盤
| 全作詞: 池森秀一。 |                                         |           |           |                |      |
| #                  | タイトル                                | 作詞      | 作曲      | 編曲           | 時間 |
| 1.                 | 「千回恋心!」                           | 池森秀一  | 田川伸治  | 田川伸治       | 4:20 |
| 2.                 | 「Crossroad」                           | 池森秀一  | 山根公路  | 山根公路       | 4:19 |
| 3.                 | 「千回恋心! <off vocal version>」       | 池森秀一  | 田川伸治  | 田川伸治       | 4:20 |
| 4.                 | 「Crossroad <off vocal version>」       | 池森秀一  | 山根公路  | 山根公路       | 4:18 |
| 5.                 | 「Call your name <Live at Zepp Tokyo>」 | 池森秀一  | 鈴木寛之  | DEEN、鈴木寛之 | 5:22 |
| 6.                 | 「夏の雨 <Live at Zepp Tokyo>」         | 池森秀一  | 山根公路  | 山根公路       | 5:37 |
| 合計時間:          | 合計時間:                               | 合計時間: | 合計時間: | 28:16          |      |

| #  | タイトル                            | 作詞 | 作曲・編曲 |
| -- | ----------------------------------- | ---- | ---------- |
| 1. | 「千回恋心!（Music Video）」        |      |            |
| 2. | 「Making of 千回恋心! Music Video」 |      |            |

### アナログ盤
| 全作詞: 池森秀一。 |                                   |          |          |          |
| #                  | タイトル                          | 作詞     | 作曲     | 編曲     |
| 1.                 | 「千回恋心!」                     | 池森秀一 | 田川伸治 | 田川伸治 |
| 2.                 | 「千回恋心! <off vocal version>」 | 池森秀一 | 田川伸治 | 田川伸治 |
| 3.                 | 「Crossroad」                     | 池森秀一 | 山根公路 | 山根公路 |
| 4.                 | 「Crossroad <off vocal version>」 | 池森秀一 | 山根公路 | 山根公路 |

## 収録アルバム
- 『全開恋心!!〜Missing You〜』（#1、全開MIX）[8]
- 『Another Side Memories〜Precious Best II〜（#2）[9]
- 『DEEN The Best FOREVER 〜Complete Singles +〜（#1）[10]

## タイアップ
- 日本テレビ系列『ぶらり途中下車の旅』エンディングテーマ（#2）[2]